# Alan Beardon
Alan Frank Beardon (* 16. April 1940) ist ein britischer Mathematiker, der sich mit Analysis und geometrischen Anwendungen von Gruppen beschäftigt.

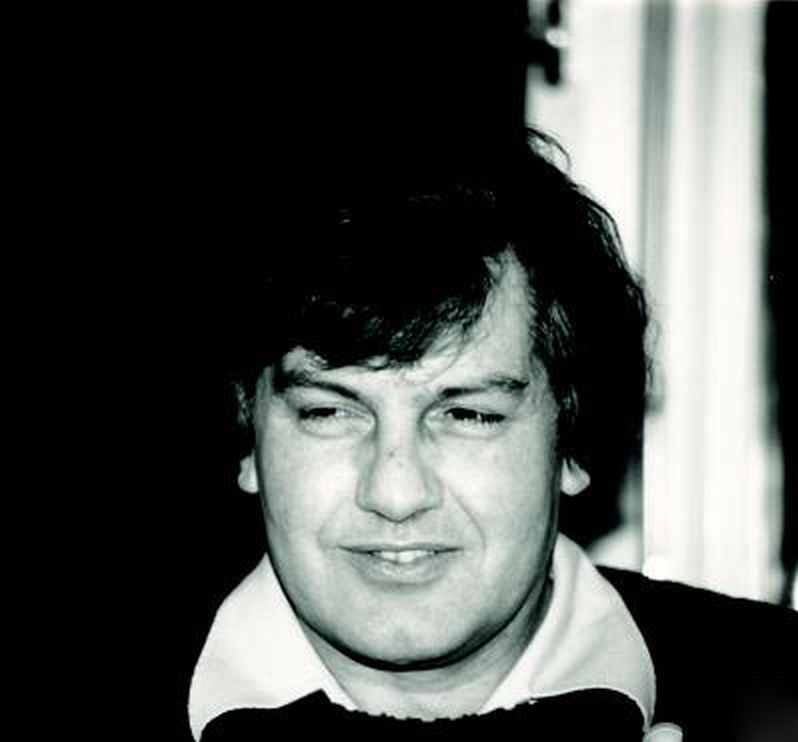
Alan Beardon, Oberwolfach 1988

Beardon wurde 1964 bei Walter Hayman vom Imperial College London promoviert. Er war Professor für Funktionentheorie an der Universität Cambridge. 2007 wurde er emeritiert.
Er beschäftigt sich mit der geometrischen Fragen aus der komplexen Analysis wie bei der Iteration rationaler Funktionen (Julia-Menge) und diskreter Gruppen von Möbius-Transformationen (Kleinsche Gruppen). Darüber schrieb er auch Lehrbücher. 1991 bewies er mit Kenneth Stephenson eine diskrete Version des Lemmas von Schwarz und Pick für Kreispackungen und eines entsprechenden Uniformisierungstheorems (nachdem schon William Thurston 1985 eine diskrete Version des Riemannschen Abbildungssatzes mit Kreispackungen eingeführt hatte).
Zu seinen Doktoranden zählt Samuel Patterson. 1997 erhielt er den Lester Randolph Ford Award für Sums of powers of integers, 2017 den G. de B. Robinson Award für Non-discrete Frieze Groups.

## Schriften
- Creative Mathematics – a gateway to research, Cambridge University Press, 2009
- Algebra and Geometry, Cambridge University Press, 2005
- Iteration of rational functions. Complex analytic dynamical systems, Graduate Texts in Mathematics, Springer Verlag, 1991
- Limits: a new approach to real analysis, Undergraduate Texts in Mathematics, Springer Verlag, 1997
- Complex analysis: the argument principle in analysis and topology, Wiley, 1979
- The geometry of discrete groups, Graduate Texts in Mathematics, Springer Verlag, 1983, 1995
- A primer on Riemann Surfaces, Cambridge University Press, 1984